# 今井友香
今井 友香（いまい ともか、1985年11月13日 - ）は、日本の女性ファッションモデル。

## 人物
- 特技はアクロバット・ダンス。
- 趣味は料理。
- 好きなスポーツはバスケットボール、テニス、器械体操。
- 手を使わずに(床や地面に手をつけずに)、側転(側宙)をすることができる。
- 黒い下着を愛用しており、スカートを着用する際は必ず黒い下着を穿いている。(黒のブルマーを穿いている場合もある)

## エピソード
- 2004～2005年頃に放送されていたTBS系列の深夜バラエティ番組青木さやか・美人の素に出演した際に、手を使わずに側転を披露している。但し、その時の服装が白いミニスカート姿であったため、側転中にスカートが豪快にめくれ、黒い下着が丸見え状態になっていた。
- 2010年9月30日に、当時所属していた芸能事務所MAXSTARを退社することを自身のブログで明かしている。また、同日を以って、ブログの更新を唐突に終了しており、翌日以降、ブログは一切更新されていない。その後は表立った活動を行っていないようであり、2010年10月以降の動向・消息については一切不明である。

## 出演

### 映画
- 怪談新耳袋劇場版 「視線」（2004年8月、BS-i）

### CM
- アサヒフード&ヘルスケア「MINTIA」
- JTB「旅が、冒険になる。」篇
- オリックス生命
- TVスポットCM「Eve ～Songs for Sweet Memories～」(ｿﾆｰﾐｭｰｼﾞｯｸ)
- TVスポットCM「速うた」(エイベックス)

### 舞台
- 「比翼の鳥 ファイティング・サトコ」ヒロイン　高岡洋子役

### テレビドラマ
- 花より男子 第8・9話（2005年、TBS）
- 仮面ライダーカブト（2006年、テレビ朝日）合コンメンバー役
- 「初体験天使～ヴァージン・エンジェル～」(ﾒｰﾃﾚ)

### バラエティ
- 青木さやか・美人の素 (2004～2005年、TBS)
- 平成教育2005予備校、アシスタント（2005年、フジテレビ）
- パブロクの犬、（2007年、TBS）